# Torsen

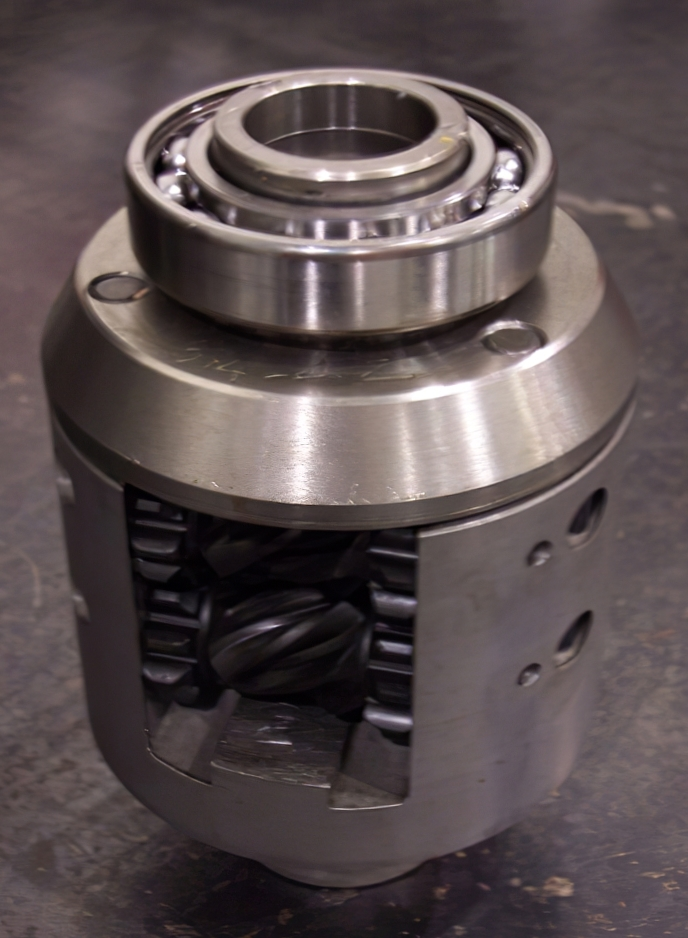
Il differenziale torsen dell'Audi Quattro

Il differenziale TorSen (contrazione delle parole Torque Sensing, cioè "sensibile alla coppia") viene impiegato come differenziale centrale su autovetture solitamente dotate di trazione integrale, o sull'asse posteriore su autovetture con trazione posteriore e consente di ripartire la coppia motrice tra le due ruote senza mai bloccare del tutto i due semiassi.
Inoltre è impiegato come differenziale centrale nelle trazioni integrali delle vetture Audi, denominate Quattro, con motore longitudinale, e sulle Alfa Romeo a trazione integrale denominate Q4.
La stessa casa ha installato in passato un differenziale Torsen anche sulle sue trazioni anteriori denominandolo Q2 migliorando grazie a questo sistema il controllo della vettura in curva e in condizioni di precaria aderenza (vedi Alfa 147, Alfa GT Q2 e la Mito dove viene implementato da un controllo elettronico).
Il suo funzionamento permette alle due ruote di un medesimo asse di variare la loro velocità relativa, purché una ruota aumenti la sua velocità nella stessa percentuale in cui l'altra diminuisca la propria, come nei normali differenziali durante la percorrenza di una curva.
Nel caso in cui una delle due ruote tenda ad accelerare, come quando sta per pattinare, e l'altra non tenda a ridurre la propria velocità, il sistema risulta quasi bloccato e di conseguenza la coppia si indirizza verso la ruota che fa presa, impedendo il pattinamento dell'altra.
Questo tipo di differenziale autobloccante meccanico è molto utilizzato per la grande affidabilità e la scarsità di manutenzione nel corso della vita operativa, dovuta al fatto che non sono presenti al suo interno elementi di attrito; l'unico suo difetto evidente è dato dagli ingombri che sono maggiori dei differenziali autobloccanti a lamelle.